# Mette Tranborg
Mette Tranborg (Aarhus, 1 de janeiro de 1996) é uma jogadora de handebol dinamarquesa.

## Carreira
Mette Tranborg estreou no time principal do SK Aarhus aos 16 anos. Ela foi a primeira jogadora da liga dinamarquesa a ser isenta dos requisitos de idade mínima para jogar. Ela foi premiada como Melhor Talento Feminino da liga dinamarquesa na temporada 2014/2015.
Em 2017, ela mudou para o rival da liga Odense Håndbold, onde foi uma das principais jogadoras por 2,5 temporadas. Ela perdeu a última metade da temporada devido a uma lesão no ligamento cruzado. Em 2020, ela mudou para o Team Esbjerg.
Nos Jogos Olímpicos de Verão de 2024, em Paris, conquistou a medalha de bronze no torneio feminino do handebol, após vencer a equipe sueca por 30–25 na disputa pelo terceiro lugar.